# Egyesült Arab Emírségek
Az Egyesült Arab Emírségek (vagy Egyesült Arab Emirátusok, gyakran csak Arab Emírségek vagy Egyesült Emírségek, rövidítve magyarul EAE, angolul UAE) egy monarchia Délnyugat-Ázsiában, a Közel-Keleten, az Arab-félsziget délkeleti részén, a Perzsa-öböl délnyugati partján. Ománnal és Szaúd-Arábiával határos, a tengeren Katarral és Iránnal is.
Az ország szövetségi állam, vagyis föderáció, amely hét emírségből áll. Az emírségeket emírek irányítják abszolút módon, akik közül választással kerül a szövetségi állam élére az államfő és a miniszterelnök.
Fővárosa Abu-Dzabi, legnagyobb város pedig Dubaj, de kiemelkedik a Dubajjal ma már szinte összeépült Sardzsa is; ez az ország három legnagyobb városa, fontos gazdasági és kulturális központok.
Az iszlám a hivatalos vallás, és az arab a hivatalos nyelv, de az angolt is széles körben beszélik. Kőolaj- és földgázkészletei az egyik legnagyobbak a világon. Az ország gazdasága a legdiverzifikáltabb az Öböl-menti Együttműködési Tanács tagjai közül. A 21. században az ország már kevésbé függ a kőolajtól és a földgáztól, és gazdaságilag a turizmusra és az üzleti életre összpontosít.
A lakosság többsége vendégmunkás munkavállaló; Katar mellett itt a legmagasabb a bevándorló munkavállalók aránya. Mivel a vendégmunkások túlnyomórészt férfiak, itt az egyik legmagasabb a férfiak aránya a teljes népességen belül.
Politikailag tekintélyelvű hatalom irányítja. A véleménynyilvánítás szabadsága szigorúan korlátozott, és rendszeresen előfordulnak súlyos emberi jogi jogsértések, különösen a nők és a bevándorló munkavállalók ellen.
Regionálisan feltörekvő középhatalom. Tagja az ENSZ-nek, az Arab Ligának, az Iszlám Együttműködési Szervezetnek, az OPEC-nek, az el nem kötelezett országoknak, a Kereskedelmi Világszervezetnek, az Öböl Menti Együttműködési Tanácsnak (GCC) és a BRICS-nek.

## Földrajz
|  |  |

### Domborzat

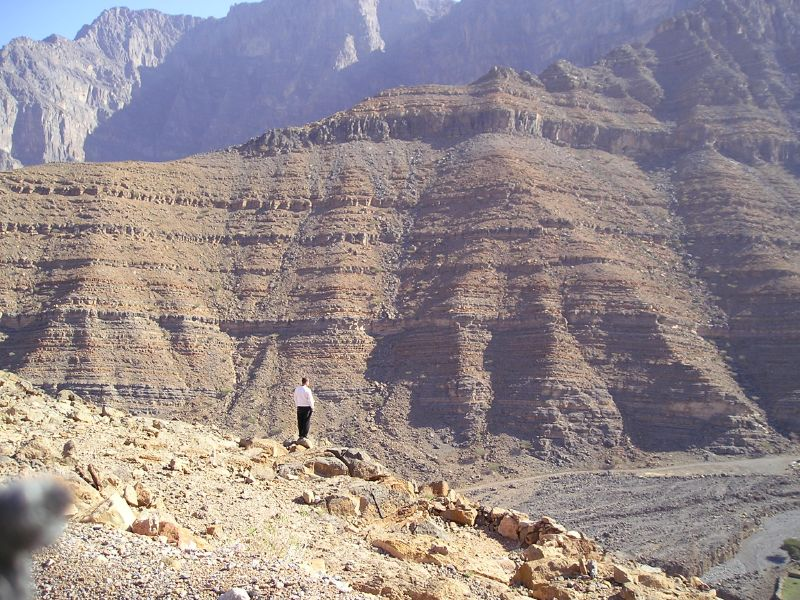
A Hadzsar-hegység sivatagos hegyvidéke az Emírségek északkeleti részén

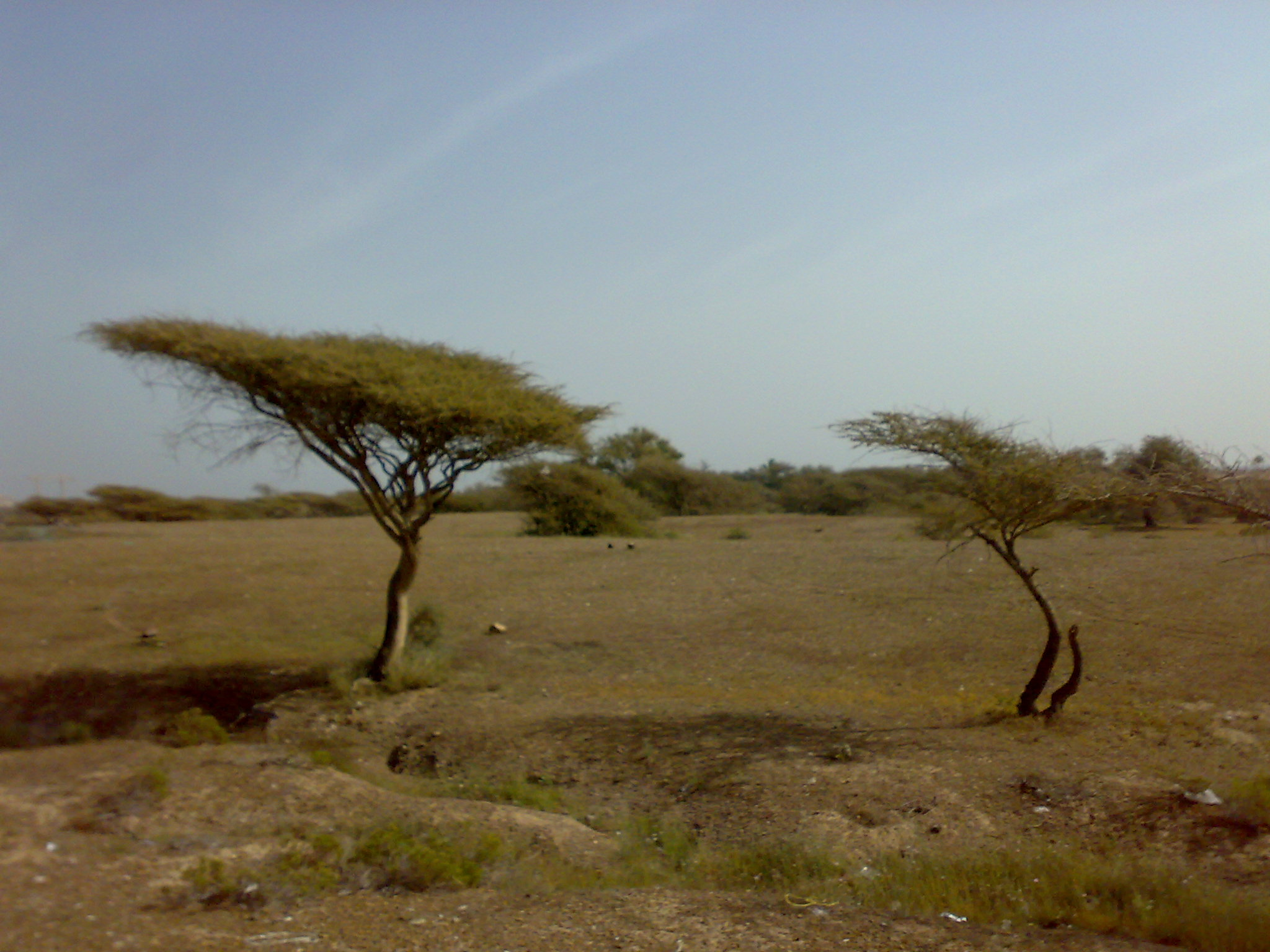
Ernyőakáciák Fudzsejra közelében, az Ománi-öböl partján

Területének legnagyobb része a szaúdi sivatag folytatása. Abu-Dzabitól délre és nyugatra hatalmas, futó homokdűnék egyesülnek Szaúd-Arábia Rab-el-Hálijával. Két jelentősebb oázis található a sivatagban: a Líva és az el-Buraimi. A kiterjedt Líva oázis délen, a szaúd-arábiai határvonal közelében található. Tőle kb. 200 km-re északkeletre található az Al-Buraimi oázis, amely Abu-Dzabi emírség – Omán határának mindkét oldalán elterül.
Az ÉK-i részén, az Ománi-öböl partján magasodó hegység (Hadzsar) – magassága miatt – valamivel hűvösebb és csapadékosabb, mint az ország zömét kitevő síkság. Legmagasabb pontja a Dzsabal Jibir  (جَبَل يِبِر), 1727 m.

### Vízrajz
Az ország partjait zömmel a Perzsa-öböl vize mossa, keleti partját viszont egy rövid szakaszon az Ománi-öbölé. A partvidéken kiterjedt sós mocsarak nyúlnak mélyen a szárazföldbe. A természetes kikötők partján alakultak ki a városok.
A Perzsa-öbölben sok apró sziget található. Ezek hovatartozása vitatott az Emirátusok, Katar és Irán között. A szigetek, korallzátonyok és a tengeráramlatok által épített vándorló zátonyok erősen nehezítik a part menti hajózást.
Állandó vízfolyás nincs az országban. Vádik vannak, amelyekben csak a nyaranta előforduló felhőszakadások után van víz.

### Éghajlat
Éghajlata szubtrópusi-száraz, forró nyarakkal és meleg telekkel. Az éghajlat sivatagi éghajlat kategóriába tartozik. A legforróbb hónapok a július és augusztus, amikor az átlagos maximális hőmérséklet eléri a 41–45 °C-ot a parti síkságon. A késő nyári hónapokban a Sharqi néven ismert párás délkeleti szél különösen kellemetlenné teszi a part menti régiót.
Májustól szeptemberig rendkívül magas páratartalmú levegő és magas hőmérséklet uralkodik az ország nagy részén; csak a keleti parton és a hegységben hűvösebb az idő. Télen a partvidéken 25 °C körüli a nappali átlagos maximális hőmérséklet, míg az átlagos minimum ilyenkor 13–16 °C körül alakul.
A tengerparti területen az átlagos éves csapadékmennyiség kisebb mint 120 mm, de a Hadzsar-hegység egyes részein az éves csapadék eléri a 350 mm-t. Csapadék a tengerparti régióban a nyári hónapokban rövid, szakadó záporokban eshet, néha áradásokat okozva a száraz vádikban. A régió hajlamos az alkalmi, heves porviharokra, amelyek nagyban csökkentik a látótávolságot.

### Élővilág, természetvédelem
A sivatag növényzete gyér, fűfélékből és tüskés bozótból áll. Az őshonos élővilágot a kipusztulás szélére sodorta az intenzív vadászat. A függetlenség elnyerése óta szerveztek néhány vadrezervátumot, így akadályozva meg az arab bejza és a leopárd kihalását.

## Történelem
A 15. század végén európai befolyás jelent meg a térségben. Portugáliának sikerült a nyugati hatalmak közül elsőként megvetnie a lábát a régióban, uralma alá vonva Bahreint és Julfart, valamint a Hormuzi-szorost. A 18. század óta a part menti arab fejedelemségek lakossága, amely főleg gyöngyhalászattal és kereskedelemmel foglalkozott, harcba keveredett Nagy-Britanniával. A Perzsa-öböl délkeleti partvidékének emírségei a 19. század végén kerültek brit fennhatóság alá.
Az 1950-es években a kőolajkitermelés beindulásával megindult a külföldi befektetések beáramlása a térségbe, és az olajkereskedelemből származó bevételek jelentősen javították a helyi lakosság életszínvonalát. A fejedelemségek azonban továbbra is brit protektorátus alatt maradtak, amit 1964-ben az Arab Államok Ligája egyre erősebben ellenzett és kinyilvánította az arab népek jogát a teljes függetlenséghez.
1971 decemberében hat emírség bejelentette az Egyesült Arab Emirátusok nevű szövetség létrehozását. A hetedik emírség, Rász el-Haima valamivel később, 1972 februárjában csatlakozott hozzájuk.

## Politika és közigazgatás
Az Egyesült Arab Emírségek egy szövetségi (föderatív), választásos, abszolút monarchia. Az államszövetség hét emírségből áll, amelyek vezetői az EAE egyes tagállamainak abszolút hatalommal bíró uralkodói.
Az ország államfője a legfőbb emír, akit a hét tagállam emírjei választanak meg saját maguk közül. A legfőbb emír (elnök) helyettesét, az alelnököt – aki egyúttal a kormány feje is – szintén maguk közül választják meg az emírek. A kormány tagjait az elnök nevezi ki az alelnök jelöltjei közül.

### Jogállamiság
A Freedom House 2022-es jelentése az országot a „nem szabad” kategóriába sorolta. Minden végrehajtó, törvényhozó és igazságszolgáltatási hatalom végső soron a hét örökös uralkodó (emír) kezében van. A polgári szabadságjogok jelentős korlátozások alá esnek. Agresszívan fellépnek az ellenzéki aktivisták ellen. A politikai pártok be vannak tiltva. A politikai rendszer hatalmi monopóliumot biztosít az emírségek örökös uralkodóinak, és kizárja a választások útján történő kormányváltás lehetőségét.
Törvény szabályozza a médiát, és tiltja a kormány bírálatát. A 21. században is számos ismert kommentátort börtönöztek be a hatóságok bírálatáért, a másként gondolkodók vagy az emberi jogok támogatásának kifejezéséért, vagy politikai reformok követeléséért.

### Emberi jogok
A halálbüntetés kiszabható emberölés, nemi erőszak, hazaárulás, terrorizmus, súlyos rablás, hitehagyás, házasságtörés, homoszexualitás és kábítószer-kereskedelem esetén. A kínvallatás gyakori a büntetés-végrehajtási intézetekben és a rendőrségen.
A migráns vendégmunkások gyakran rossz bánásmódban részesülnek, és a munkakörülmények különösen kedvezőtlenek lehetnek. Nincsenek szakszervezetek és nincs sztrájkjog. Sok dolgozónak elveszik az útlevelét, hogy megakadályozzák a munkaszerződésük vége előtti távozásukat.
A Human Rights Watch alapján a nők diszkriminációval szembesülnek: jogaik korlátozottak a férfiakéhoz képest a házasság, a válás, az öröklés és a gyermekelhelyezés terén. A büntető törvénykönyv feljogosítja a férfiakat, hogy feleségüket és gyermekeiket „fegyelmezzék”, beleértve a fizikai erőszakot is. A Szövetségi Legfelsőbb Bíróság fenntartja a férj azon jogát, hogy feleségét és gyermekeit fizikai erőszakkal „megdorgálhassa”.

### Közigazgatási beosztás
Hét emírséget foglal magában: Abu-Dzabit, Adzsmánt, Dubajt, el-Fudzsejrát, Rász el-Haima, Sardzsát és Umm-el-Kaiveint. 1971 előtt úgy ismerték őket, hogy „fegyverszüneti államok”, utalva a britek és néhány arab sejk közötti 19. századi fegyverszünetre.

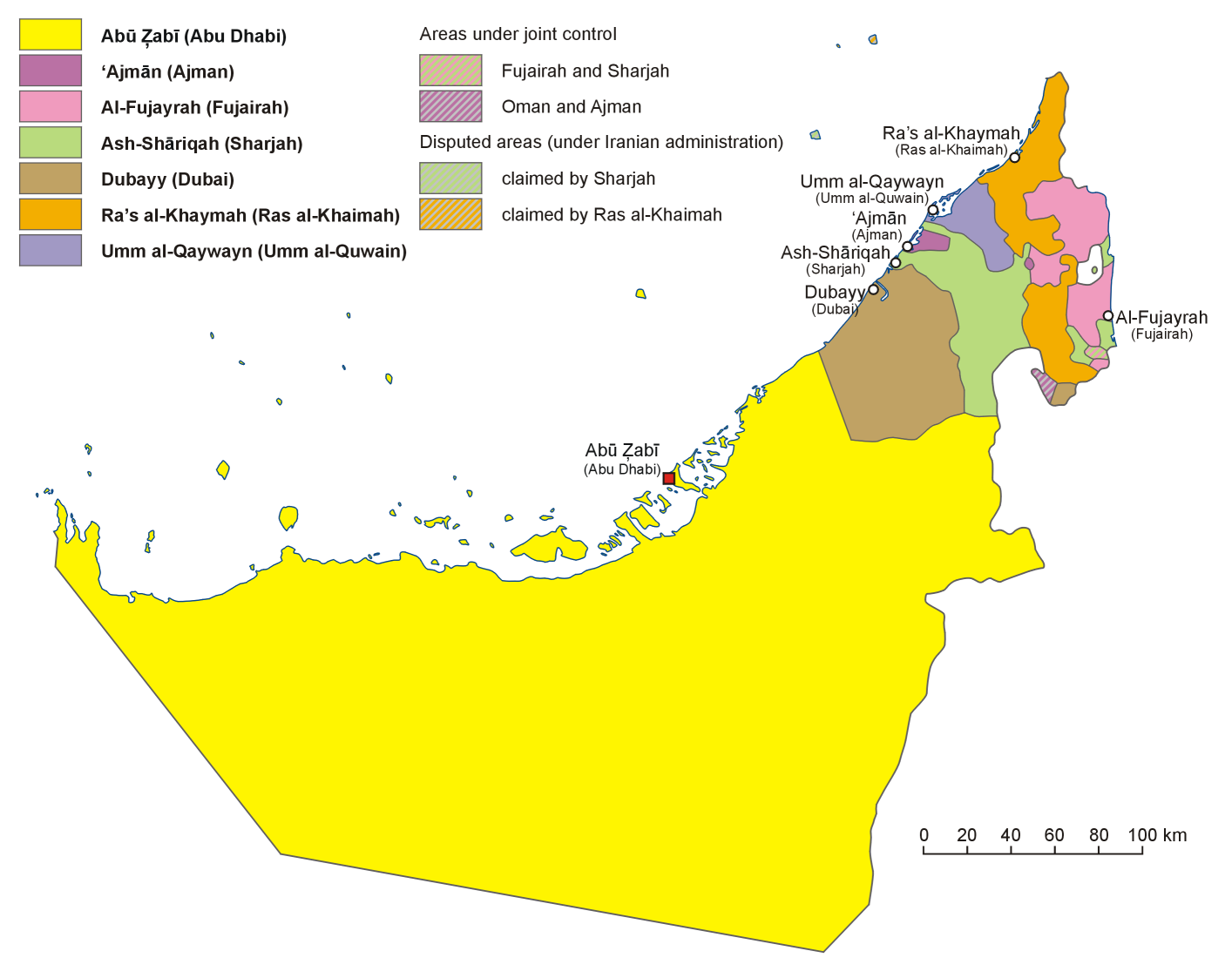
Közigazgatási beosztás

| Emírség neve            | Fővárosa       | Népesség (emírség) (2018) | Népesség aránya az össznépességhez képest (%) | Terület (km²) | Terület aránya az összterülethez képest |
| ----------------------- | -------------- | ------------------------- | --------------------------------------------- | ------------- | --------------------------------------- |
| Dubaj                   | Dubaj          | 4 177 059                 | 35,6%                                         | 3 885         | 5,0%                                    |
| Abu-Dzabi               | Abu-Dzabi      | 2 784 490                 | 31,2%                                         | 67 340        | 86,7%                                   |
| Sardzsa                 | Sardzsa        | 2 374 132                 | 18,0%                                         | 2 590         | 3,3%                                    |
| Rász el-Haima           | Rász el-Haima  | 416 600                   | 3,4%                                          | 1 684         | 2,2%                                    |
| el-Fudzsejira           | Fudzsejra      | 152 000                   | 2,9%                                          | 1 165         | 1,5%                                    |
| Umm el-Kaivein          | Umm el-Kaivein | 72 000                    | 1,4%                                          | 777           | 0,9%                                    |
| Adzsmán                 | Adzsmán        | 372 922                   | 7,5%                                          | 259           | 0,3%                                    |
| Egyesült Arab Emírségek | Abu-Dzabi      | 9 599 353                 | 100%                                          | 75 150        | 100%                                    |

## Népesség

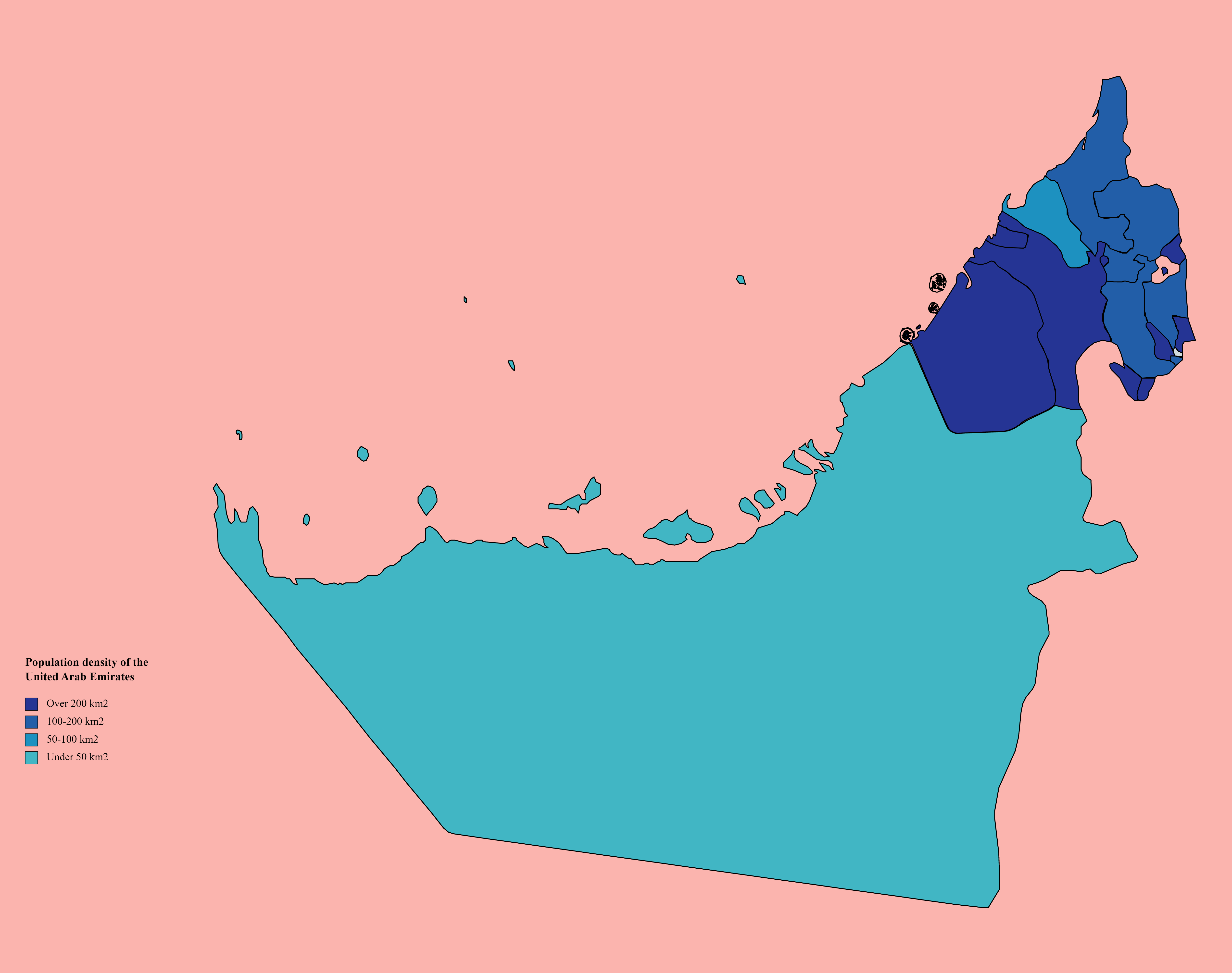
Egyesült Arab Emírségek népsűrűsége 2016-ban

### Általános adatok
A népességnövekedés igen gyors, elsősorban a bevándorlásnak köszönhetően. Az ország 2000-es, 3 millió fős népessége 2013-ra több mint háromszorosára, 9 millió fölé nőtt.
2009-ben népességének mintegy 88%-a városi lakos. Az átlagos várható élettartam 76,7 év volt 2012-ben, ami magasabb, mint bármely más arab országban.
A férfi/nő nemi arány: 2013-ban a 15–65 éves korosztályban 2,75 férfi jut egy nőre, ami Katar után a második legnagyobb aránytalanság a világon.

### Népességének változása

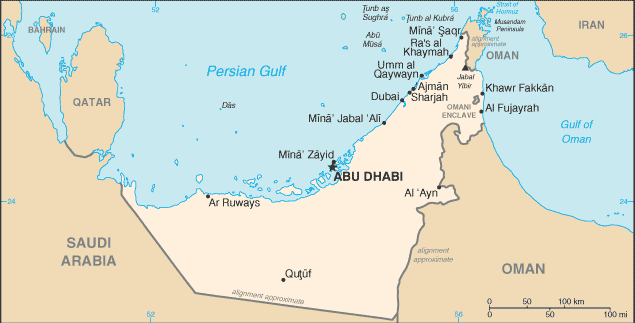
Főbb települések

| Lakosok száma | 89 608 | 156 890 | 322 439 | 827 191 | 1 277 300 | 1 908 002 | 2 608 993 | 3 369 254 | 7 718 319 | 9 890 400 |
|               | 1960   | 1966    | 1972    | 1978    | 1984      | 1991      | 1997      | 2003      | 2009      | 2020      |

### Etnikai, nyelvi megoszlás
A lakosság megoszlása 2010-ben :
| Csoport   | Népességszám | Százalék |
| --------- | ------------ | -------- |
| Emirátusi | 947 997      | 11,5%    |
| Külföldi  | 7 316 073    | 88,5%    |
| Összesen  | 8 264 070    | 100,0%   |

Népcsoportok: arab és iráni (40%), dél-ázsiai (47% – pakisztáni, indiai, bangladesi, srí lankai, filippínó), afrikai (1%), egyéb (12%).
Az öt legnépesebb etnikai csoport Dubaj, Shardzsa és Adzsmán emírségekben 2015-ben az indiai (25%), a pakisztáni (12%), az emirátusi (9%), a bangladesi (7%) és a filippínó (5%).
Az őshonos lakosok aránya 2011-es becslések szerint 10% alá esett (a bevándorlók legtöbbje dél-ázsiai), így az arab szerepe is lassan háttérbe szorul a közvetítő nyelvként használt angollal szemben.

### Vallási megoszlás
Az iszlám az Emírségek hivatalos államvallása. A kormány a más vallásokkal szembeni tolerancia politikáját követi, és ritkán avatkozik be a nem muszlimok vallási tevékenységébe.
Vallási megoszlás 2010-ben: iszlám (77% – melynek legnagyobb része szunnita), keresztény (12,5%), hindu (6,5%), buddhista (2%), egyéb (2%).

## Gazdaság

### Általános adatok
Gazdaság: olajipari ország

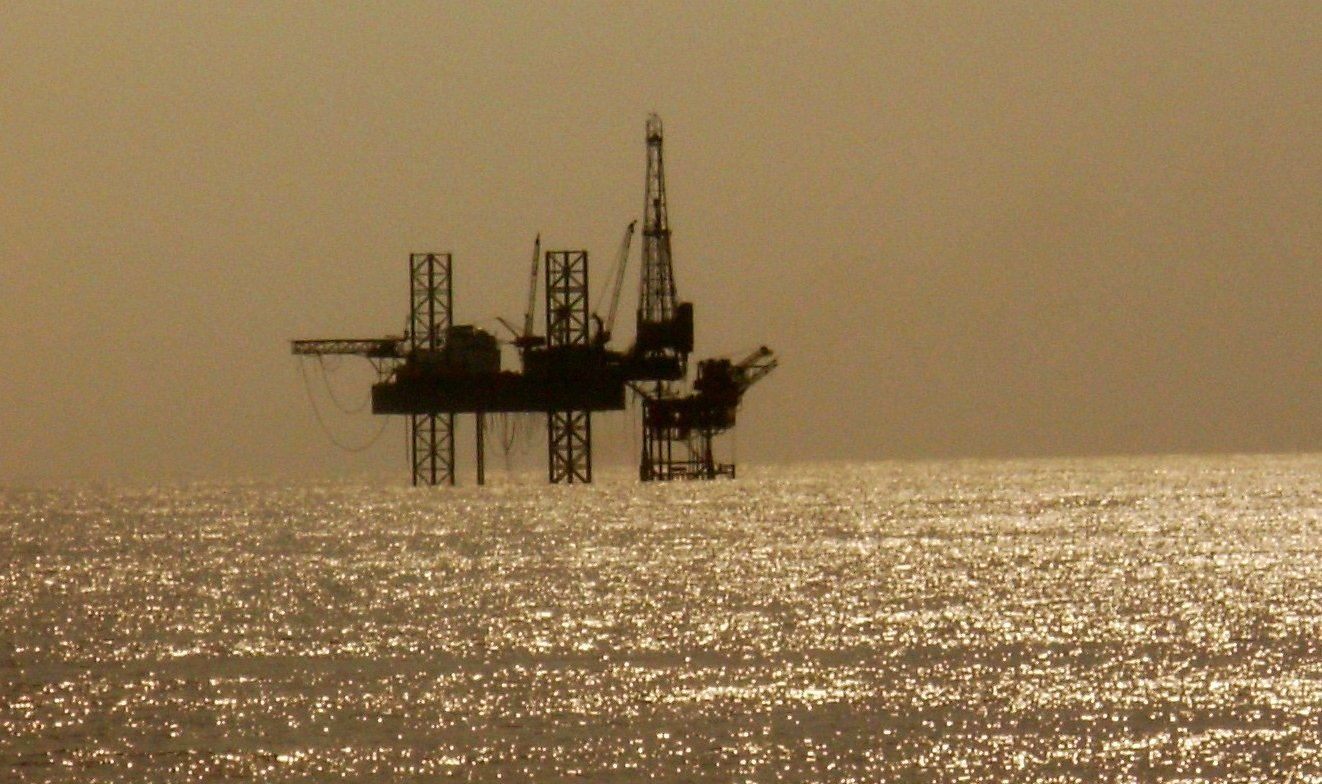
Olajfúrótorony az Arab-öbölben

A hatalmas kőolajtartalékoknak köszönhetően magas színvonalú az élet az országban. A GDP 33%-a közvetlenül a kőolajtermeléshez kapcsolódik. A jelenlegi felmérések szerint a kőolaj még legalább száz évre elegendő. Az országot off-shore területként tartják számon. Abu-Dzabi és Dubaj pénzügyi központ. A GNP becsült értéke 51 milliárd USD. Az 1 főre jutó GDP értéke 70 000 USD körül mozog.
Az Emírségek erős támogató környezetet kínál a vállalkozások számára: stabil politikai és makrogazdasági feltételeket, jövőorientált kormányt, jó általános infrastruktúrát és ICT-környezetet. Ezenkívül az ország folyamatosan és meggyőzően javította szabályozási környezetét, és a Világbank Csoport (WBG) által közzétett Doing Business 2017-es jelentése szerint a világ 26. legjobb országának számít az üzleti tevékenység szempontjából.
Az Öböl Menti Együttműködési Tanács (GCC) tagja.

### Gazdasági adatok
Gazdasági adatok 2010–2017 között.

| Év   | GDP (milliárd US$ PPP) | GDP per fő (US$ PPP) | GDP növekedés (reál) | Infláció | Államadósság (GDP %-ban) |
| ---- | ---------------------- | -------------------- | -------------------- | -------- | ------------------------ |
| 2010 | 466.6                  | 56,457               | 1.6 %                | 0.9 %    | 21.9 %                   |
| 2011 | 506.5                  | 59,502               | 6.4 %                | 0.9 %    | 17.5 %                   |
| 2012 | 542.2                  | 61,837               | 5.1 %                | 0.7 %    | 17.0 %                   |
| 2013 | 582.8                  | 64,537               | 5.8 %                | 1.1 %    | 15.7 %                   |
| 2014 | 612.8                  | 65,877               | 3.3 %                | 2.3 %    | 15.5 %                   |
| 2015 | 643.1                  | 67,127               | 3.8 %                | 4.1 %    | 18.7 %                   |
| 2016 | 671.1                  | 68,092               | 3.0 %                | 1.6 %    | 20.7 %                   |
| 2017 | 686.8                  | 67,741               | 0.5 %                | 2.0 %    | 19.5 %                   |

### Gazdasági ágazatok

#### Mezőgazdaság
Az 1970-es évektől kezdve a sivatag egy részét rendszeres öntözéssel megművelik. Ezt azok az öntözőrendszerek tették lehetővé, amelyek a hatalmas tengervíz-sótalanító üzemek által előállított édesvizet használják fel. A homokdűnék között így búza-, dohány- és lucernaföldek húzódnak meg.
Dohány, zöldségfélék, citrusfélék és datolya termesztése elsősorban Al-Ain és a Hádzsár hegység körzetében összpontosul.

#### Ipar
Fő ágazatok: kőolaj- és petrolkémiai ipar; alumínium-, cement-, műtrágyagyártás, építőipar, a kereskedelmi hajók javítása, kézműves ipar, textilipar
A fő ipari központok Abu-Dzabi és Dubaj. 
Az ország legfőbb kikötője Jebel Ali, Dubaj közelében.
A virágzó építőiparnak köszönhetően az apró halászkikötők modern olajterminálokká, nagy hajók fogadására alkalmas kikötőkké váltak.

#### Külkereskedelem
- Exporttermékek: nyersolaj (45%), földgáz, szárított hal, datolya
- Importtermékek: műszaki és közlekedési berendezések, járművek és alkatrészek, vegyszerek, élelmiszerek.

Főbb kereskedelmi partnerek 2017-ben:
- - Export: India 10.1%, Irán 9.9%, Japán 9.3%, Kína 5.4%, Omán 5%
  - Import: Kína 8.5%, USA 6.8%, India 6.6%

#### Az országra jellemző egyéb ágazatok

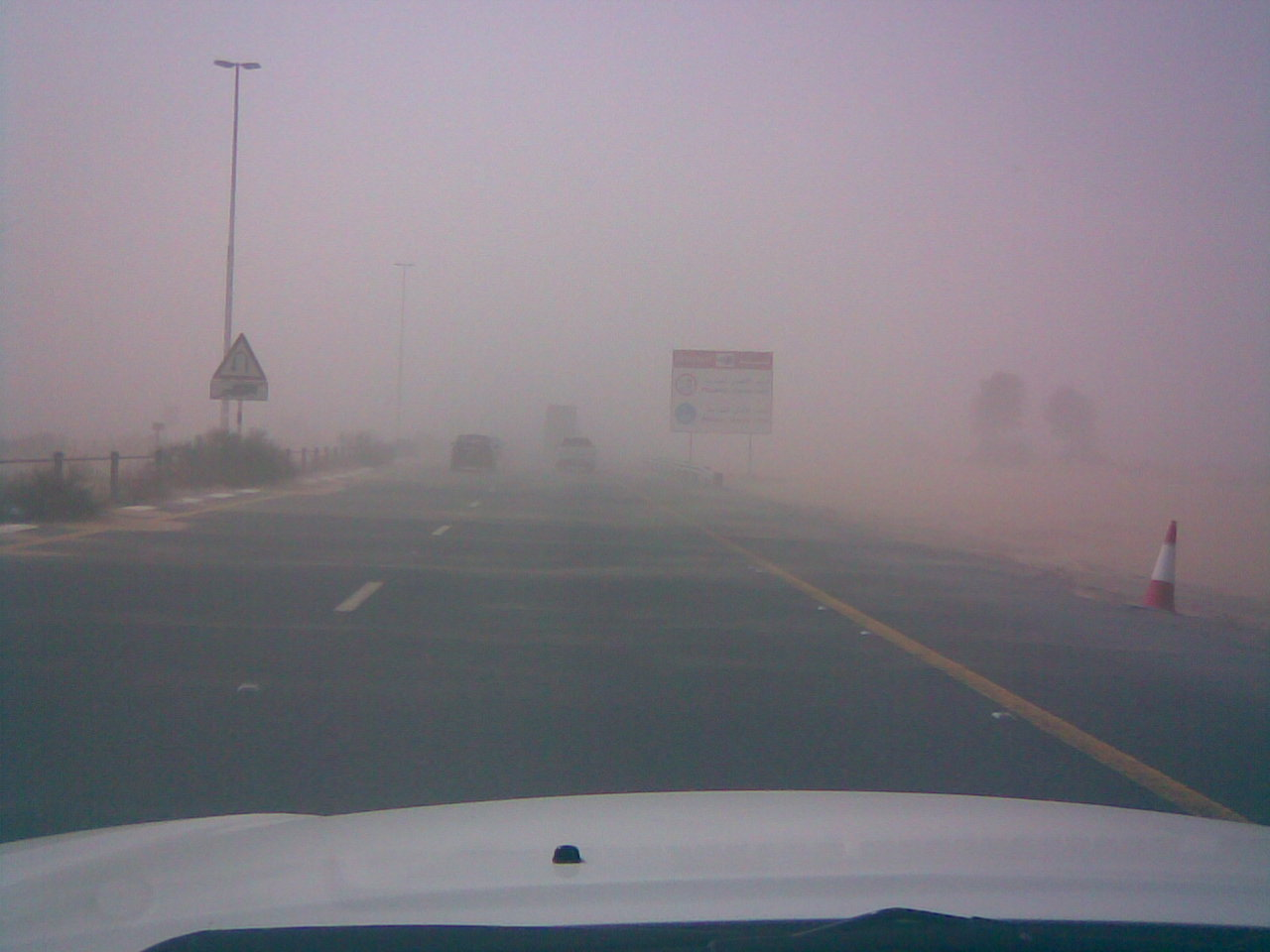
Homokvihar a Dubajból Sardzsába vezető E611-es főúton

Jelentős a halászat és a turizmus.

## Közlekedés és szállítás

### Közúti
Kiterjedt és fejlett úthálózattal rendelkezik, elsősorban az északi partvidéken, ahol a főbb települések találhatók. Ezen utak közül sokat úgy fejlesztettek, hogy többsávos autópályákká váljanak.

### Légi
- Repülőterek száma: 38

A dubaji nemzetközi repülőtér 2014-ben a világ legforgalmasabb repülőtere volt a nemzetközi utasforgalom szempontjából. Abu-Dzabi nemzetközi repülőtere az Emírségek második legnagyobb repülőtere.

### Vízi
A fő kikötők (zárójelben az emírség): 
- Khalifa (Abu Dhabi), Zayed (Abu Dhabi), Jebel Ali (Dubai), Rashid (Dubai), Khalid (Sharjah), Saeed (Dubai) és Khor Fakkan konténerkikötője (Sharjah).

Az exportált kőolaj fő útvonala a Hormuzi-szoroson át vezet.

## Kőolajvezetéke
A bizonytalan geopolitikai helyzetű Hormuzi-szoros részleges kiváltására kiépítettek egy napi 1,5 millió hordó kapacitású kőolajvezetéket, amely az Ománi-öbölben található Fudzsejra kikötőbe vezet.

## Telekommunikáció
| Hívójel prefix | A6 |
| ITU zóna       | 39 |
| CQ zóna        | 21 |

## Kultúra
Az országot sokszínű társadalom jellemzi. Az őslakos arab lakosság helyett a 19. században az iráni, majd az 1960-as évektől a dél-ázsiai (indiai, pakisztáni, bangladesi) lakosság került túlsúlyba. A mai emirátusokbeli kultúra kialakulására leginkább az iszlám, az arab és a perzsa kultúra hatott. Egyes néptáncok, mint például az al-habban, vagy az építészetben a szélfogó tornyok (bâdgir) perzsa eredetűek.
A valamikori kalózkodás helyébe ma teveversenyek, a solymászat és a birkózás izgalmai léptek, és népszerű sporttá vált a korcsolyázás a műjégpályákon. A teveversenyeket általában a sivatagi reggel hűvös óráiban tartják, részben kijelölt pályákon vagy rögtönzött találkozóhelyeken a sivatagban. A közönség terepjárókon követi az állatokat, míg a győztesek elő nem bukkannak a homok- és porfelhőből. A sólymokat vadászatra idomítják, bár a túzok, a fő zsákmány egyre ritkább.
A mecsetek minaretjéből naponta ötször hívják imára a hívőket. A muszlimok számára a péntek szent nap.

### Tudomány

#### Űrkutatás
2021. február 9-én az Emirátusok által felbocsátott űrszonda elérte a Marsot és keringési pályára állt. Az Al Amal („Remény”) nevű űrszonda feladata a felső légkör tanulmányozása.

### Művészetek

#### Zene és tánc
A Liwa egyfajta zene és tánc, egy afrikai eredetű hagyományos tánc, amelyet Kelet-Arábiában (a Perzsa-öböl arab államaiban) adnak elő, főleg a szuahéli partvidékről származó emberek (Tanzánia és Zanzibár) leszármazottainak közösségében.
A 2000-es évek elején a Dubai Desert Rock Fesztivál egy másik nagy fesztivál volt, amely heavy metal és rock művészekből tevődött össze.
Az Emírségek élénk underground zenei életnek ad otthont, amelynek zenészei többnyire bevándorlók. A dubaji központú művészek többsége rock- és metal zenét játszik.
Az Abu Dhabi Fesztivált 2004 óta rendezik meg.

### Gasztronómia
Jelentős nemzetközi központként az Emírségek sokféle konyhát kínál a világ különböző részeiről.
A hagyományos emirátusi étrend a beduin (hús és tevetej), a halász (hal) és a gazdálkodó étrend (datolya) keveréke. Ezek az ételek, valamint az olyan fűszerek, mint például a fahéj, a sáfrány és a kurkuma, mind a történelmi, mind a modern emirátusi konyha alapját képezik. A könnyen termeszthető zöldségek, például az uborka és a paradicsom szintén kiemelkedően szerepelnek az étrendben.
Népszerű italok a kávé és a tea.
Alkoholos italokat általában csak a szállodák éttermeiben és bárjaiban, éjszakai klubokban és golfklubokban árulnak.
A Dubai Ételfesztivál (Food Festival) bemutatja a különféle ízeket és ételeket; több mint 200 nemzetiség ételeit.
A nyugati kultúra hatására a gyorséttermek nagyon népszerűvé váltak, főleg a fiatalok körében, oly mértékben, hogy kampányokat folytattak azok ételei veszélyeinek feltárására.

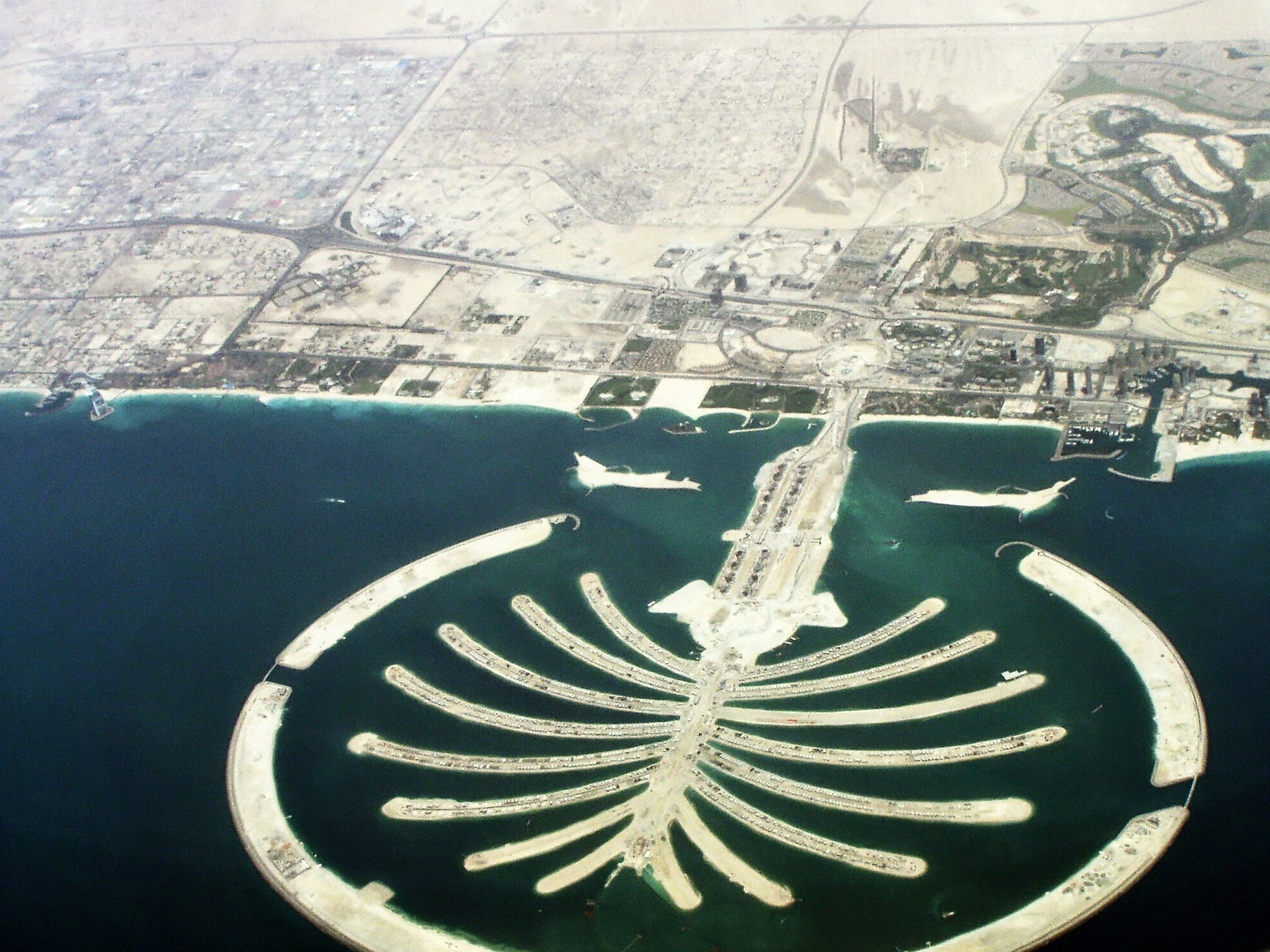
Pálma sziget Dubajban

## Sport

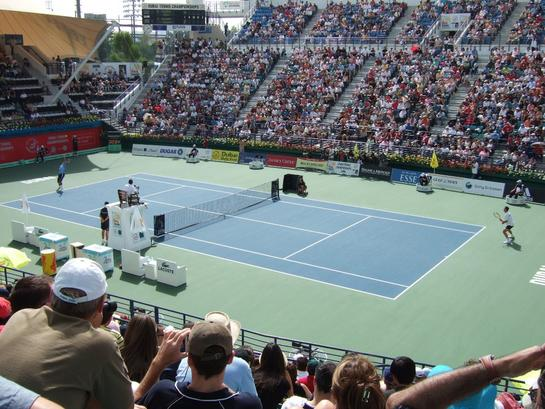
Dubaji tenisztorna

### Formula
2009 óta az FIA döntése alapján ad otthont az ország Formula–1-es futamnak, amely novemberben kerül megrendezésre. Az első Abu-Dzabiban rendezett F1-es nagydíj volt a 2009-es F1-szezon zárófutama.
- Bővebben: Abu-dzabi nagydíj

### Krikett
A krikett az Emírségek egyik legnépszerűbb sportja, főként a SAARC-országokból, továbbá az Egyesült Királyságból és Ausztráliából származó külföldiek miatt. A sardzsai krikettszövetség stadionja több nemzetközi krikettmeccsnek adott otthont.

### Labdarúgás
Az ország labdarúgó-válogatottjának eddigi egyetlen jelentős eredménye az 1996-os Ázsia-kupa 2. helye volt.
- Bővebben: Egyesült arab emírségekbeli labdarúgó-válogatott

### Más sportok
Egyéb népszerű sportok közé tartozik a teveversenyzés, a solymászat és a tenisz. A Dubaj emírségében ezeken túl két nagy golfpálya is található: a Dubai Golf Club és az Emirates Golf Club.

### Olimpia
Az olimpiai játékokon eddig csak egyszer csendült fel az Egyesült Arab Emírségek himnusza. A 2004-es athéni olimpián férfi sportlövészetben Ahmed Al Maktoum aranyérmes lett. Ez az egyetlen érem, amelyet az ország a játékok során nyert.
- Bővebben: Az Egyesült Arab Emírségek az olimpiai játékokon

## Ünnepek
| dátum      | név                        | helyi név                | helyi név           |
| ---------- | -------------------------- | ------------------------ | ------------------- |
| Január 1   | Újév                       | Ra's as-Sana al-meladiah | رأس السنة الميلادية |
| változó    | Éjjeli utazás              | Al-Isra'a wal-Mi'raj     | الإسراء والمعراج    |
| változó    | A böjt megtörésének ünnepe | Eid ul-Fitr              | عيد الفطر           |
| változó    | Áldozati ünnep             | Eid ul-Adha              | عيد الأضحى          |
| változó    | Iszlám újév                | Ra's as-Sana al-Hijria   | رأس السنة الهجرية   |
| December 2 | Nemzeti ünnep              | Yawm al watani           | اليوم الوطني        |

## Kapcsolódó szócikk
- Az Egyesült Arab Emírségek emírségeinek zászlói